# Polyosteorhynchus
Polyosteorhynchus is een geslacht van uitgestorven kwastvinnige vissen dat leefde tijdens het Carboon (Serpukhovien, ongeveer 318 - 326 miljoen jaar geleden). Polyosteorhynchus was ongeveer 35 tot 186 millimeter lang.
De typesoort is Polyosteorhynchus simplex, in 1984 benoemd door Richard en Wendy Lund. De geslachtsnaam betekent 'veelbotneus'. De soortaanduiding betekent 'de eenvoudige', een verwijzing naar het basale patroon van snuitbeenderen. Verwarrend genoeg wordt hiermee bedoeld dat er juist veel snuitbeenderen waren, wat basaal is voor coelacanthen bij welke fusie typisch is.
Het holotype is MV 6043, een skelet uit de Bear Gulch van Montana. Toegewezen werden de specimina MV 2946, MV 3584, MV 6042, CM 27283, CM 30597, CM 30714 en CM 35540.
De wervelkolom bestaat uit acht tot negen halswervels, drieëntwintig tot vierentwintig rompwervels en vijfentwintig tot zesentwintig staartwervels.
Polyosteorhynchus werd binnen de Coelacanthiformes in de Hadronectoridae geplaatst.